# Castell de Capdepera
Castell de Capdepera (‚Burg von Capdepera‘) bezeichnet ein ehemaliges Wehrdorf aus dem 14. Jahrhundert auf der spanischen Baleareninsel Mallorca. Die verbliebenen Gebäude und Befestigungsanlagen befinden sich auf dem 159 Meter hohen Puig de Capdepera im Nordosten der Insel. Der Ort Capdepera erstreckt sich südöstlich bis südwestlich unterhalb des Castells. Seit 1993 ist das Castell de Capdepera als „Monument“ (Bien de Interés Cultural) unter der Nummer RI-51-0008396 registriert.

## Lage und Beschreibung

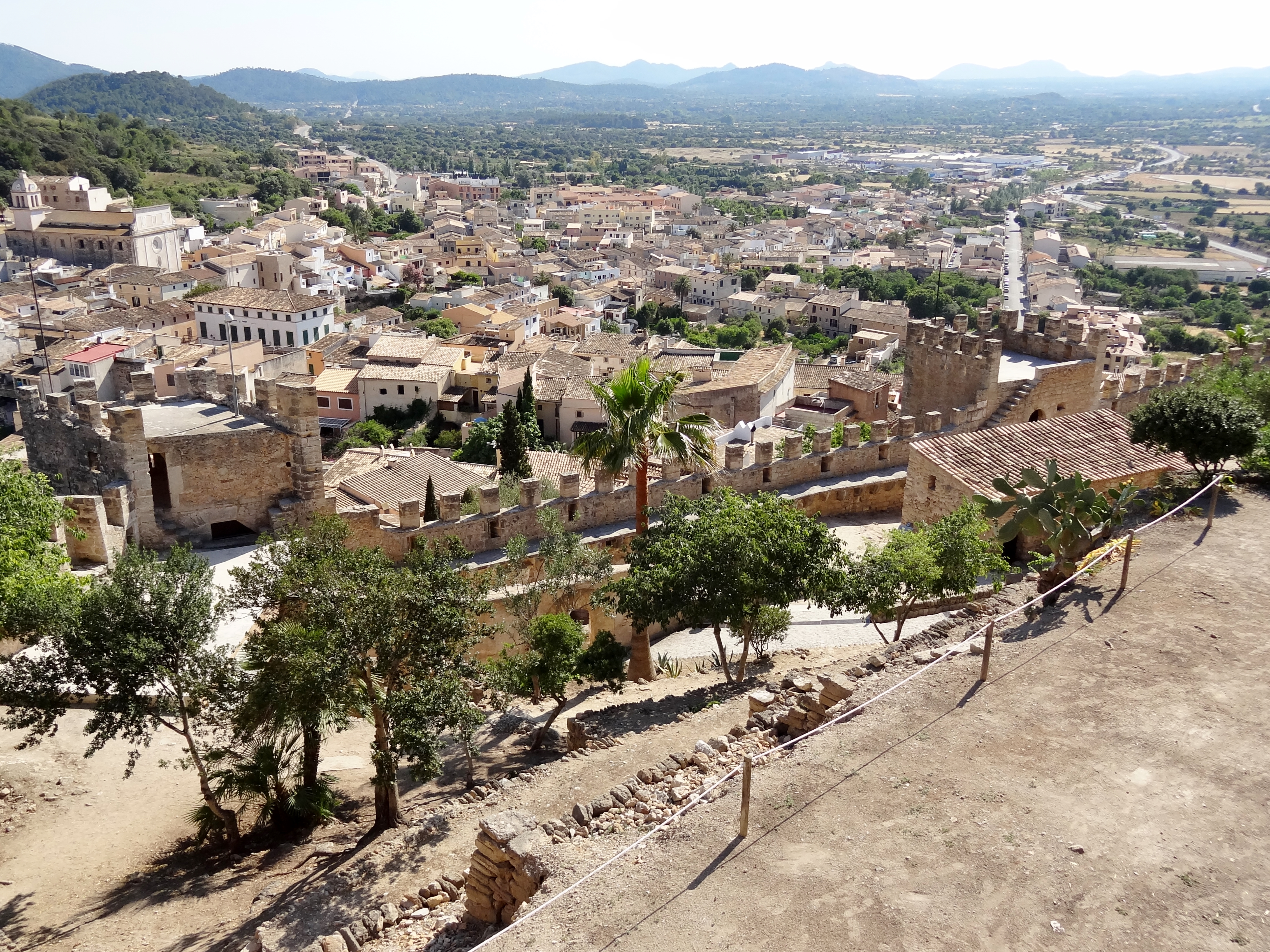
Blick über die Ringmauer auf Capdepera

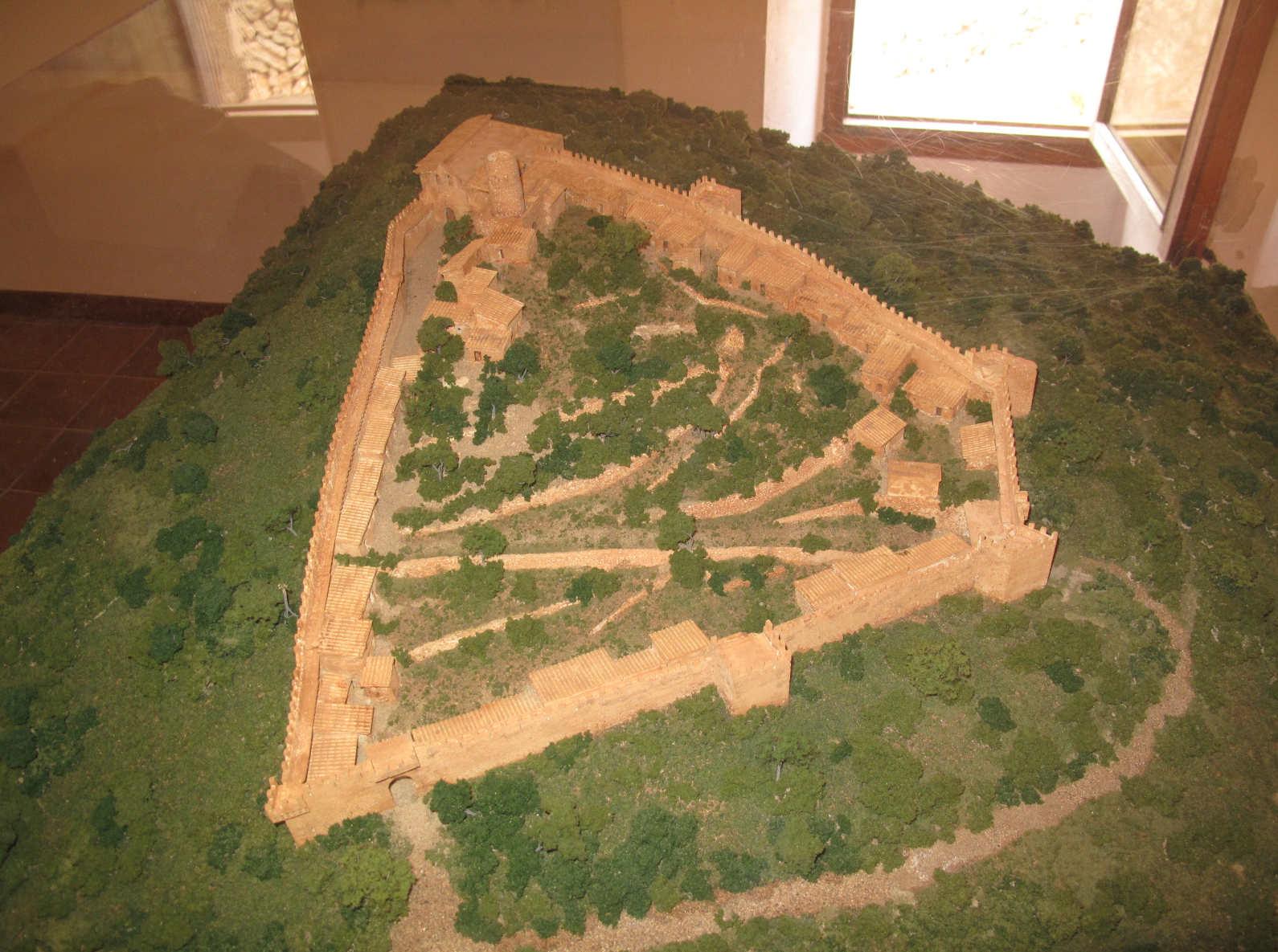
Modell des Castells

Die unter den Königen des Hauses Barcelona errichtete Befestigung auf dem Puig de Capdepera liegt 1,9 Kilometer von der Ostküste Mallorcas bei Sa Pedruscada und Son Moll entfernt. Im südlich des Castell de Capdepera befindlichen Tal vor den Erhebungen des 169 Meter hohen Puig Saguer im Südosten und dem 234 Meter hohen Puig de sa Cova Negre im Süden erstreckt sich in Ost-West-Richtung das heutige Capdepera. Die Hauptstraße des Ortes ist durch eine Umgehungsstraße, die MA-15, die nördlich um den Puig de Capdepera herumführt, entlastet. Den Eingang zur Burg von Capdepera erreicht man über die Carrer del Castell (‚Burgstraße‘).
Die Befestigungsmauer des Castell de Capdepera umschließt eine annähernd dreieckige Grundfläche von 8069 m², die nach Norden hin ansteigt. An der Nordecke der Anlage befindet sich die Kirche des Castells, die Església de Nostra Senyora de l’Esperança (14.–18. Jahrhundert). Ihre nordwestliche und nordöstliche Seiten sind Teil der Außenmauer der Befestigung. Unmittelbar südöstlich schließt sich eine Plattform an, von dem der Wehrgang der Ringmauer mit der Brustwehr abgeht.
Die östliche Befestigungsmauer ist etwa 75 Meter lang und besitzt zwei angebaute Wehrtürme, den Torre d’en Banya und den Torre de ses Dames (‚Turm der Damen‘). Am Südende der Ostmauer schwenkt die Ringmauer 25 Meter nach Südwesten zum Wehrturm Torre de sa Boira (‚Nebelturm‘) neben dem Haupteingang (Portalet) aus dem 16. Jahrhundert. Die ungefähr 80 Meter lange Südwestmauer besitzt mittig einen Wehrturm, den Torre des Costerans, und im Westen einen zweiten Eingang zum Inneren des Castells, der Portal del Rei en Jaume (‚Tor des Königs Jakob‘) genannt wird und Ende des 17. / Anfang des 18. Jahrhunderts vollständig umgestaltet wurde. Die turmlose Nordwestmauer ist von der Westecke bis zur Kirche im Norden etwa 100 Meter lang.

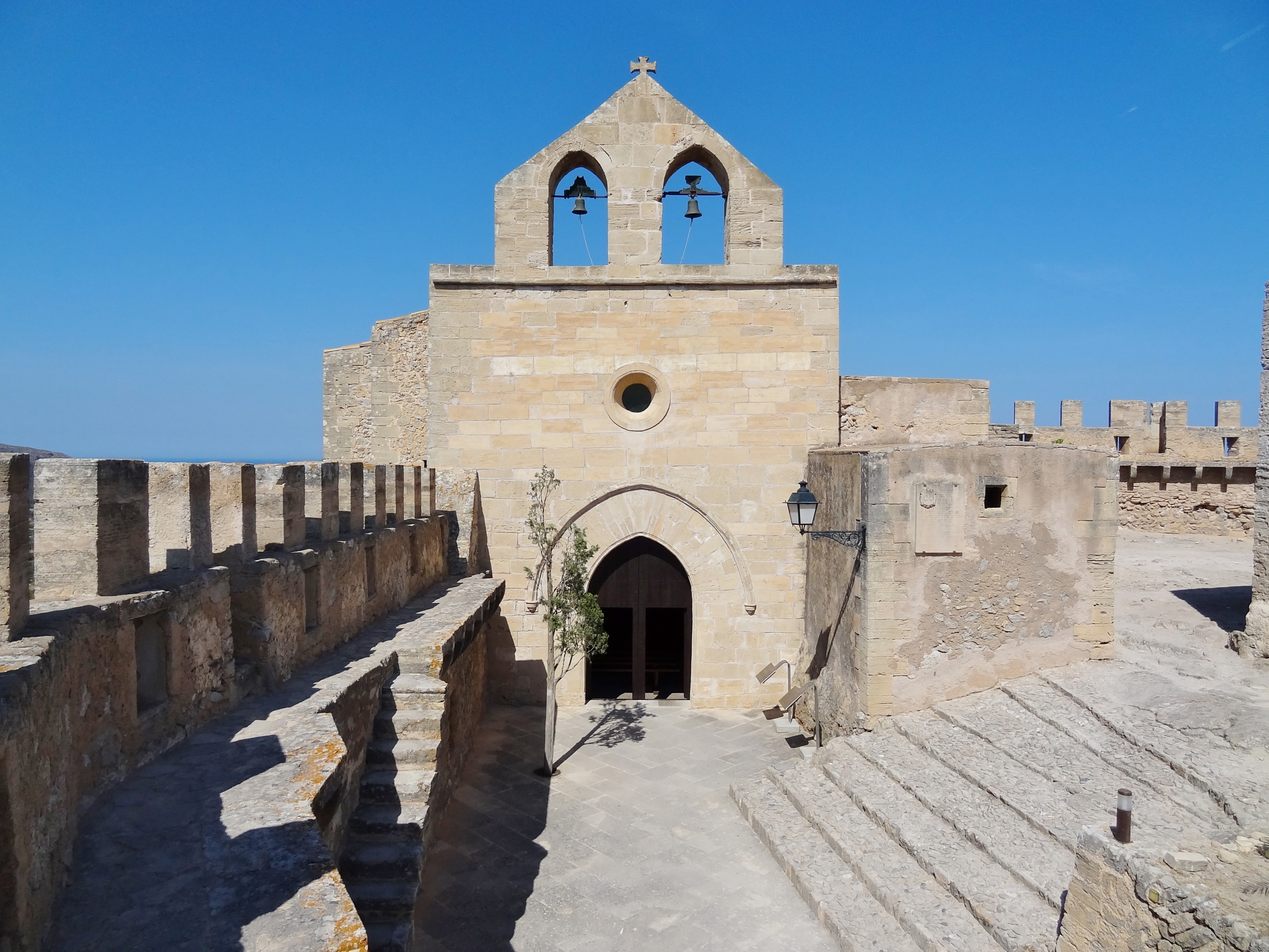
Nostra Senyora de l’Esperança

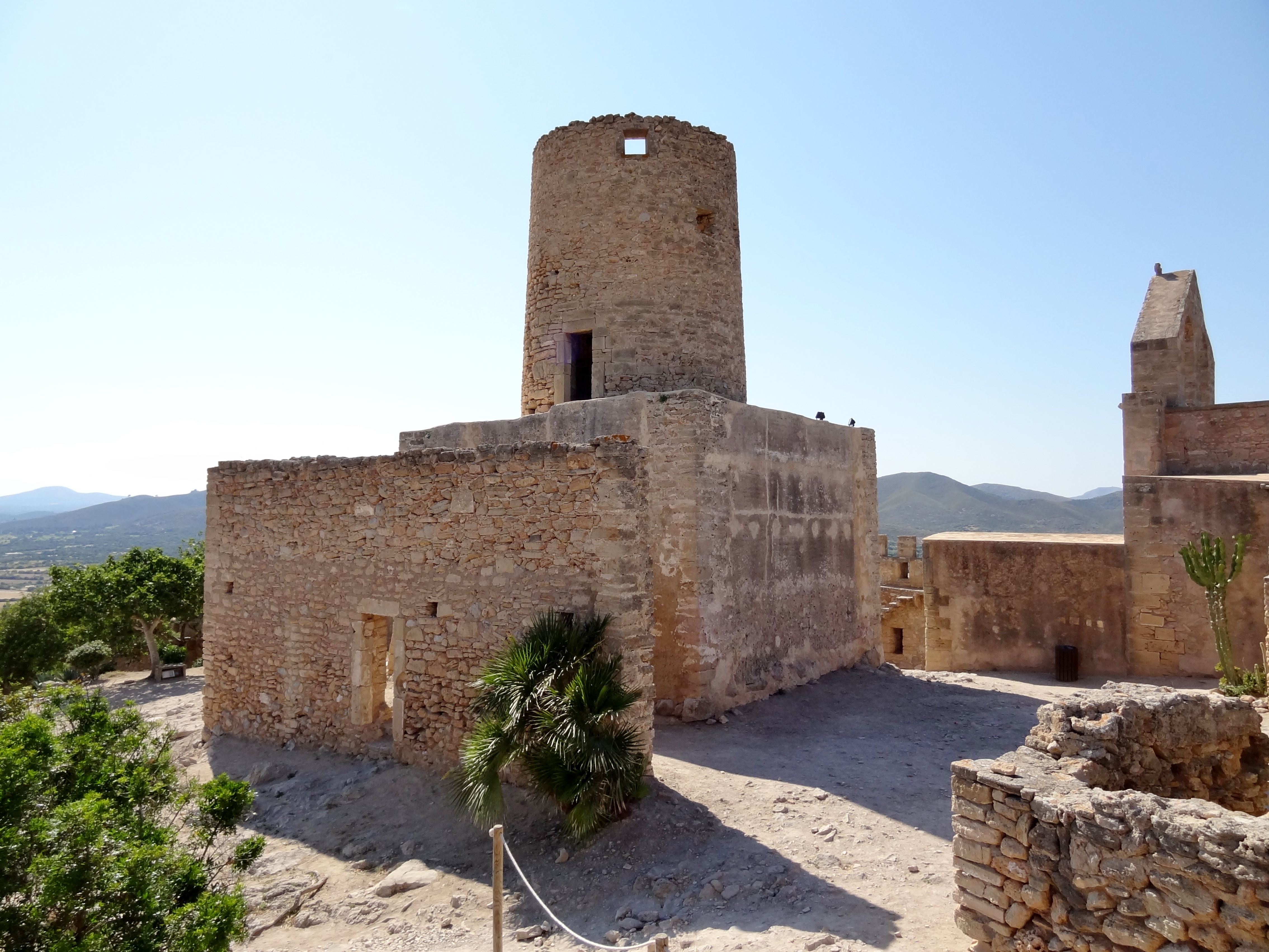
Torre d’en Miquel Nunis

Auf dem höchsten Punkt des Castells steht der Torre d’en Miquel Nunis (10.–12. Jahrhundert) aus der islamischen Epoche Mallorcas. Der auf einem gemauerten Viereck stehende ehemalige Verteidigungsturm war ursprünglich 10 Meter hoch, fast doppelt so hoch wie heute, und aus Lehm errichtet. Im Torre d’en Miquel Nunis ist eine Wendeltreppe erhalten, die Teil einer im 19. Jahrhundert im Inneren des Turmes errichteten Mühle war. Die nordwestlich nebenstehende Kirche wurde in drei Phasen errichtet. Zunächst entstand die kleine Kapelle rechts des Eingangs und das vordere Teil des Hauptschiffs. Der kleinen Kirche zu Ehren des Sant Joan (‚Johannes des Täufers‘) fügte man nach einer Restaurierung im 16. Jahrhundert das hintere Teil des Hauptschiffs an. Anfang des 18. Jahrhunderts entstanden die Seitenkapellen. Nach 1840 wurde die Kirche nicht mehr benutzt, da eine größere im Ort unterhalb des Castells zur Verfügung stand. Im Jahr 1871 weihte man die Kirche des Castell de Capdepera der seit dem 16. Jahrhundert verehrten Verge de l’Esperança (‚Jungfrau in der Hoffnung‘).

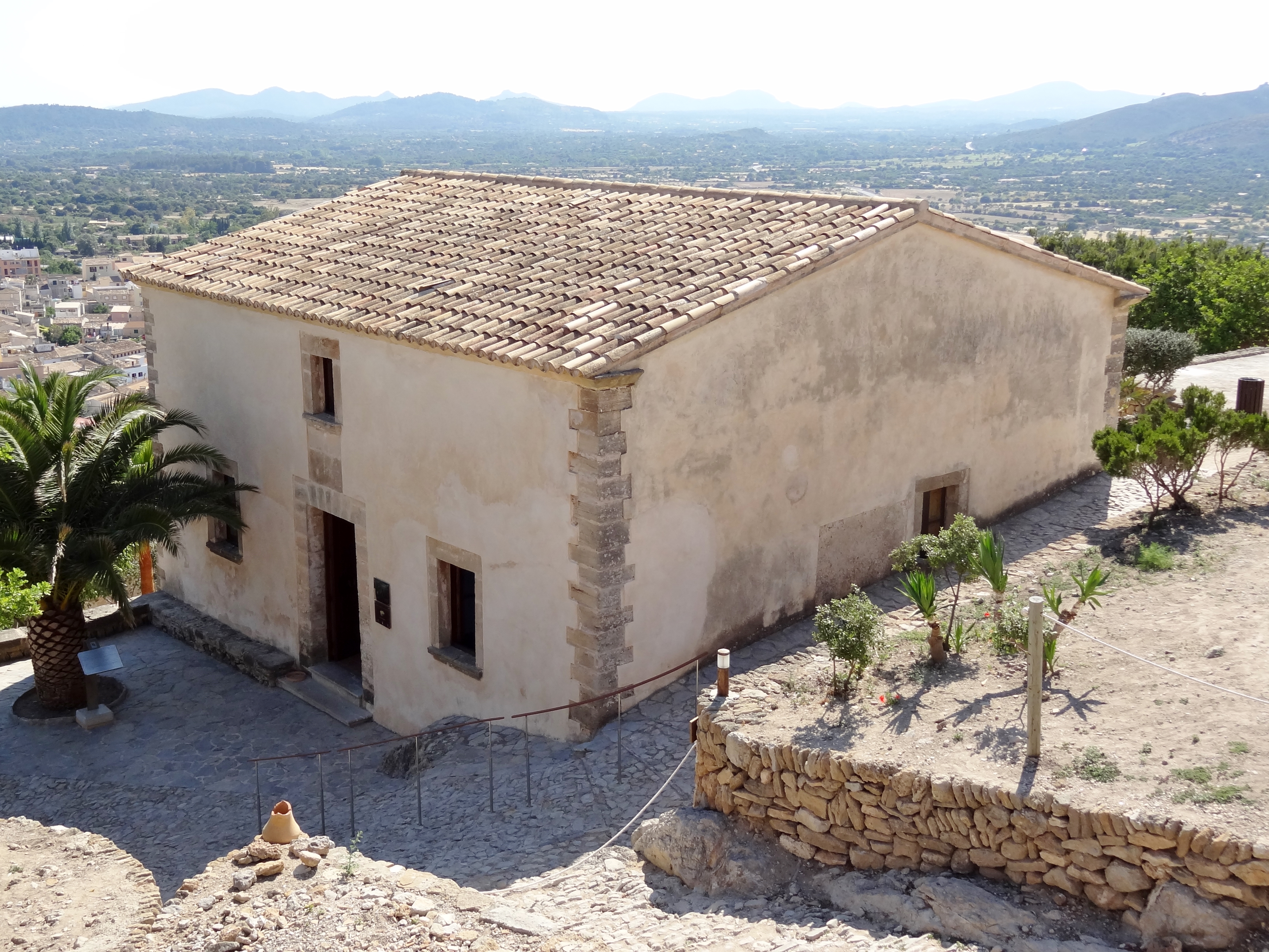
Casa del Governador

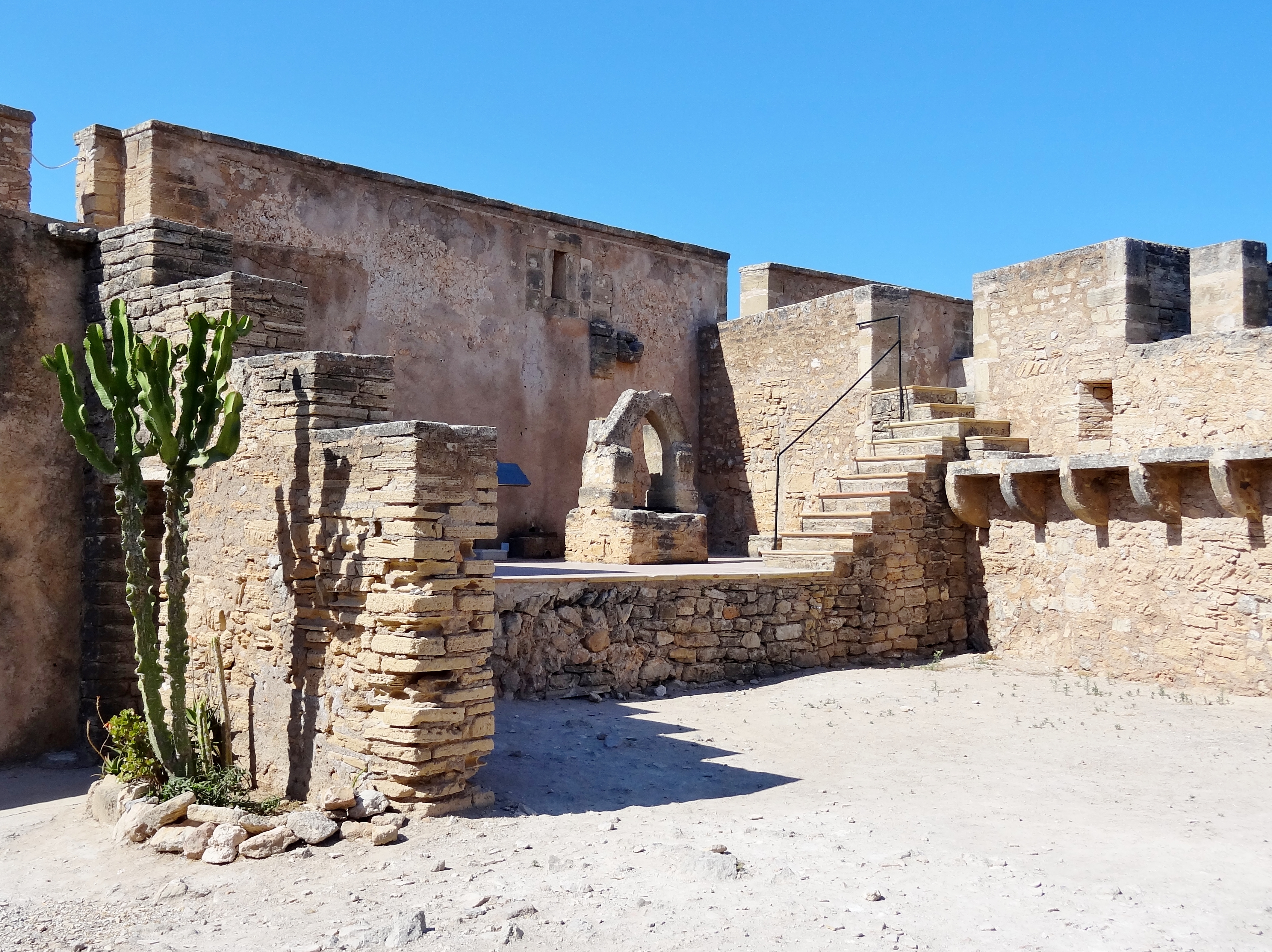
Cisterna (Zisterne)

Direkt neben der Kirche, an deren Südostseite, befindet sich eine Zisterne (14. Jahrhundert). Das Auffangbecken für Regenwasser ist eines der ersten Bauwerke des Castells. Über einen Schacht und einen Brunnenkranz wurde das Wasser ähnlich einem Ziehbrunnen an die Oberfläche gezogen. Die geringen Ausmaße der Zisterne lassen vermuten, dass sie nur für Notfälle, wie Belagerungen, angelegt wurde. Fünfzehn Meter südlich des Torre d’en Miquel Nunis steht das restaurierte Casa del Governador, das Haus des Gouverneurs (18. Jahrhundert). In ihm ist das Museum des Castells untergebracht, das sowohl über die Geschichte Capdeperas wie auch über das traditionelle Kunsthandwerk der Palmblattflechterei aus Blättern der Zwergpalmen Auskunft gibt, das die Wirtschaft der Gemeinde Capdepera am Anfang des 20. Jahrhunderts prägte.
Von den bis zu 150 Häusern des ehemaligen Dorfes innerhalb des Castells sind kaum Überreste erhalten. Teilweise waren sie an die Außenmauern oder die Stützmauern gebaut, die das ansteigende Gelände innerhalb der Ringmauer sicherten. Einige Häuserfragmente wurden bei archäologischen Grabungen an der Südwestmauer gefunden, eines der Häuser restauriert.

## Geschichte

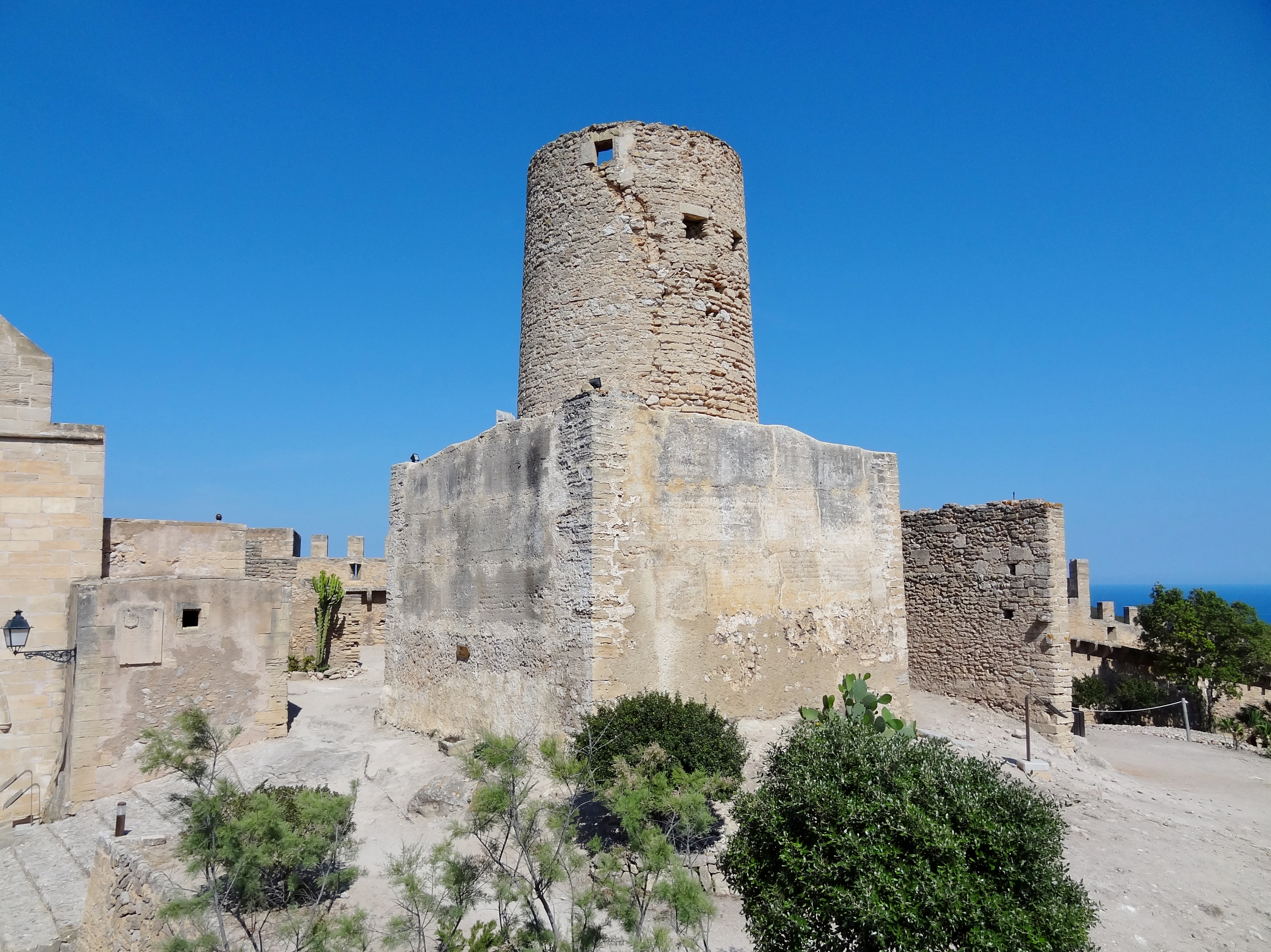
Torre d’en Miquel Nunis

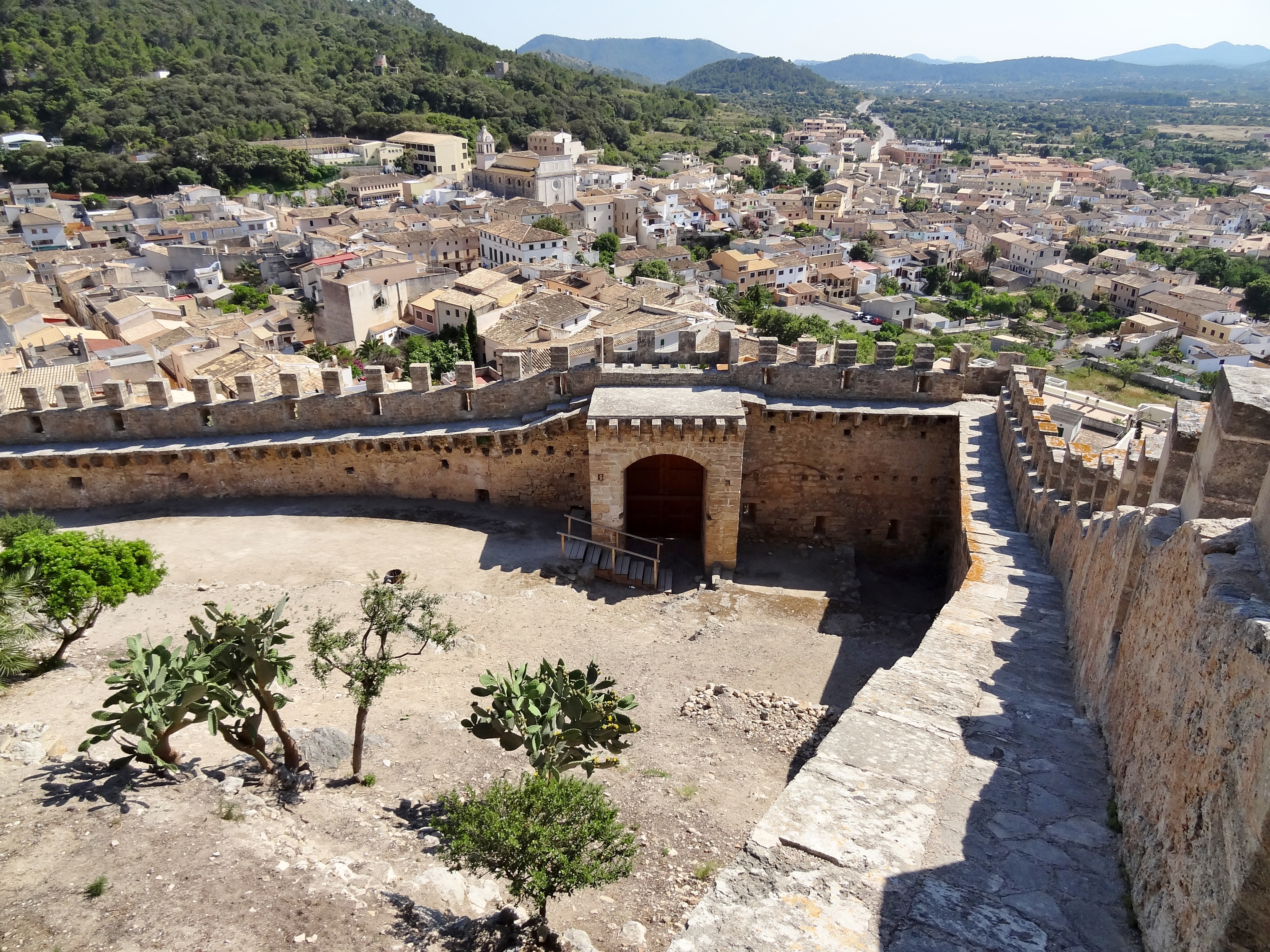
Portal del Rei en Jaume

In römischen Navigationskarten ist die Punta de Capdepera, das Kap östlich von Cala Rajada, als Caput Petrae (‚Felsspitze‘) benannt. Von dieser lateinischen Bezeichnung ist der Name des Ortes Capdepera abgeleitet. Nach der Eroberung Mallorcas durch König Jakob I. von Aragón im Jahr 1229 erhielt der Küstenabschnitt bei Capdepera eine besondere strategische Bedeutung hinsichtlich der weiterhin almohadisch-muslimischen Insel Manūrqa (Menorca) im Nordosten. Sie ist von der Punta de Capdepera 37 Kilometer entfernt.

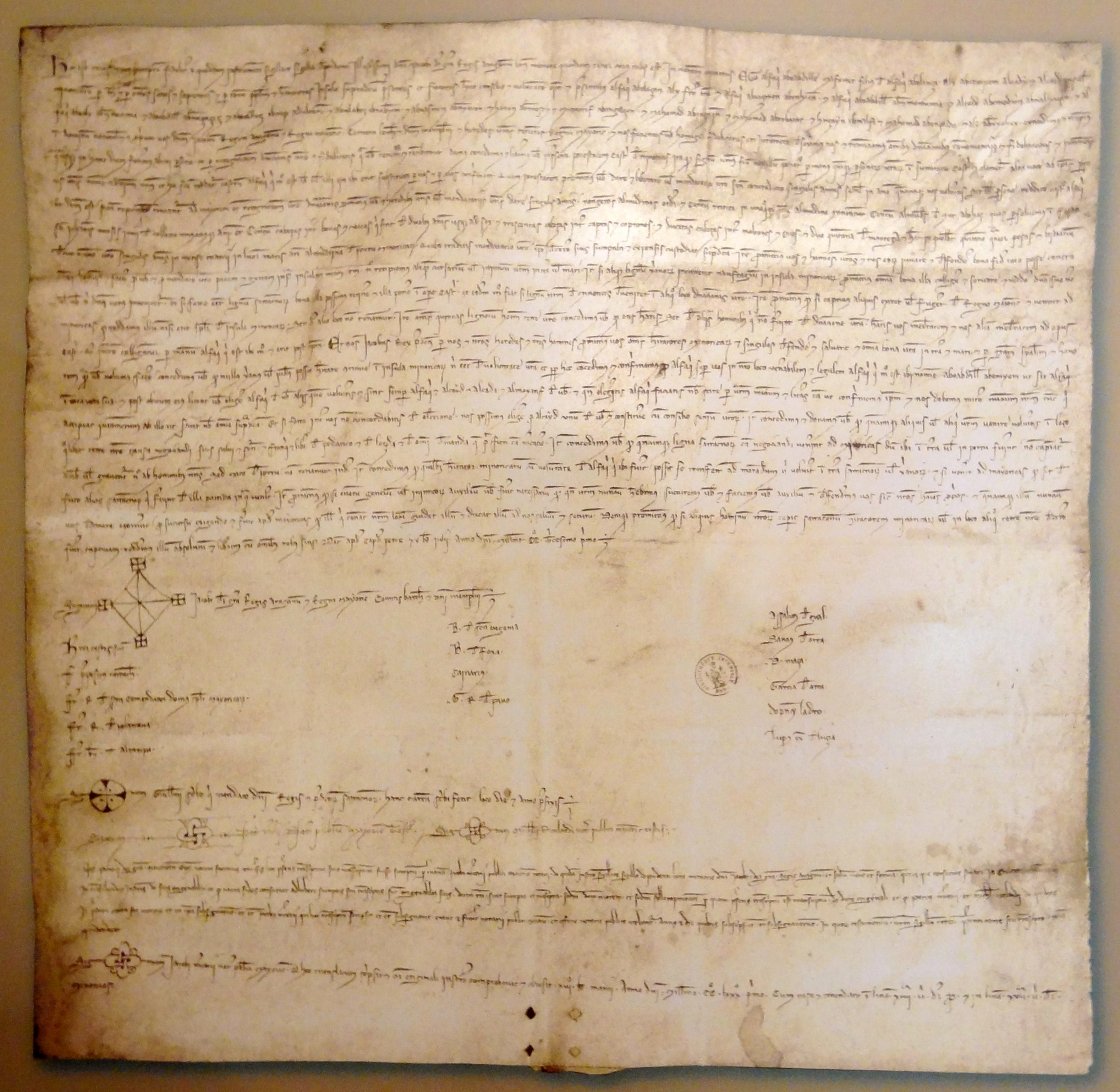
Vertrag von Capdepera

In seinem Llibre dels feits del rei en Jacme (‚Buch der Taten des Königs Jakob‘) beschreibt Jakob I. eine Kriegslist vom Juni 1231:

„An diesem Tag erreichten wir am Nachmittag das von der Insel Menorca aus mit bloßem Auge auszumachende cap dela pera (Capdepera). Wir riefen alle unsere Leute zusammen und befahlen ihnen, mehr als dreihundert Feuer in der Landschaft anzuzünden, um den Anschein zu erwecken, dass hier ein ganzes Heer das Lager aufgeschlagen hatte. Als die Sarazenen die Feuer sahen, riefen sie unsere Abgesandte, um zu erfahren, was dort zu sehen war. Die Abgesandten antworteten, es sei das Heer des Königs Jakob I., das von dort aus die Invasion Menorcas vorbereite“

Nachdem die Entzündung der Feuer in mehreren nachfolgenden Nächten wiederholt wurde, unterzeichneten der Qādī von Manūrqa, der Faqīh (Rechtsgelehrte) Abū ʿAbd Allāh Muḥammad, sowie die Scheichs der Insel am 17. Juni 1231 im Torre d’en Miquel Nunis den Vertrag von Capdepera. Zu den Unterzeichnern gehörte auch der spätere Raʾīs von Manūrqa Abū ʿUthmān Saʾīd, der Menorca von 1232 bis zu seinem Tod 1282 beherrschte. In dem Vertrag erkannte das muslimische Menorca die Oberhoheit König Jakobs und dessen Nachfolgern an und verpflichtete sich zur Übergabe der Burg von Medīna Manūrqa (Ciutadella) sowie jährlichen Tributzahlungen in Naturalien. Das Dokument des Vertrages befindet sich heute in der Französischen Nationalbibliothek in Paris.
Als zweiter Sohn Jakobs I. erbte Jakob II. das Königreich Mallorca. Im Jahr 1300 plante dieser eine befestigte Stadt mit Wehrmauer und Graben auf einer Fläche von 82.525 m² um den Torre d’en Miquel Nunis. Die Gründung Capdeperas sollte der Zusammenführung der in diesem Teil Mallorcas verstreut lebenden Bevölkerung zur Kontrolle und Verteidigung des wenig besiedelten Gebietes sowie der Kontrolle der Seewege nach Menorca dienen. Der König unterstützte den Bau mit finanziellen Mitteln, doch lehnten es viele Bewohner der Gegend ab, ihre bisherigen Wohnstätten zu verlassen, um in einen Ort zu ziehen, der sie beengte und in dem sie ihre Tiere nicht halten konnten. So entstand das Wehrdorf Capdepera im damaligen Stil der gotischen Militärarchitektur nur auf weniger als einem Zehntel der ursprünglich von Jakob II. angedachten Fläche. Die ersten Bauten waren die Kirche und die Zisterne. Die Ringmauer der Befestigung, zunächst ohne Türme, umschloss eine dreieckige Grundfläche; das Dreieck galt im Mittelalter als Symbol Gottes, ein Sinnbild der heiligen Dreifaltigkeit. Nach Fertigstellung der Außenmauer des Castells wurden die Wehrtürme zur Überwachung des äußeren Bereichs und der besseren Verteidigung der Ringmauer vorgesetzt.

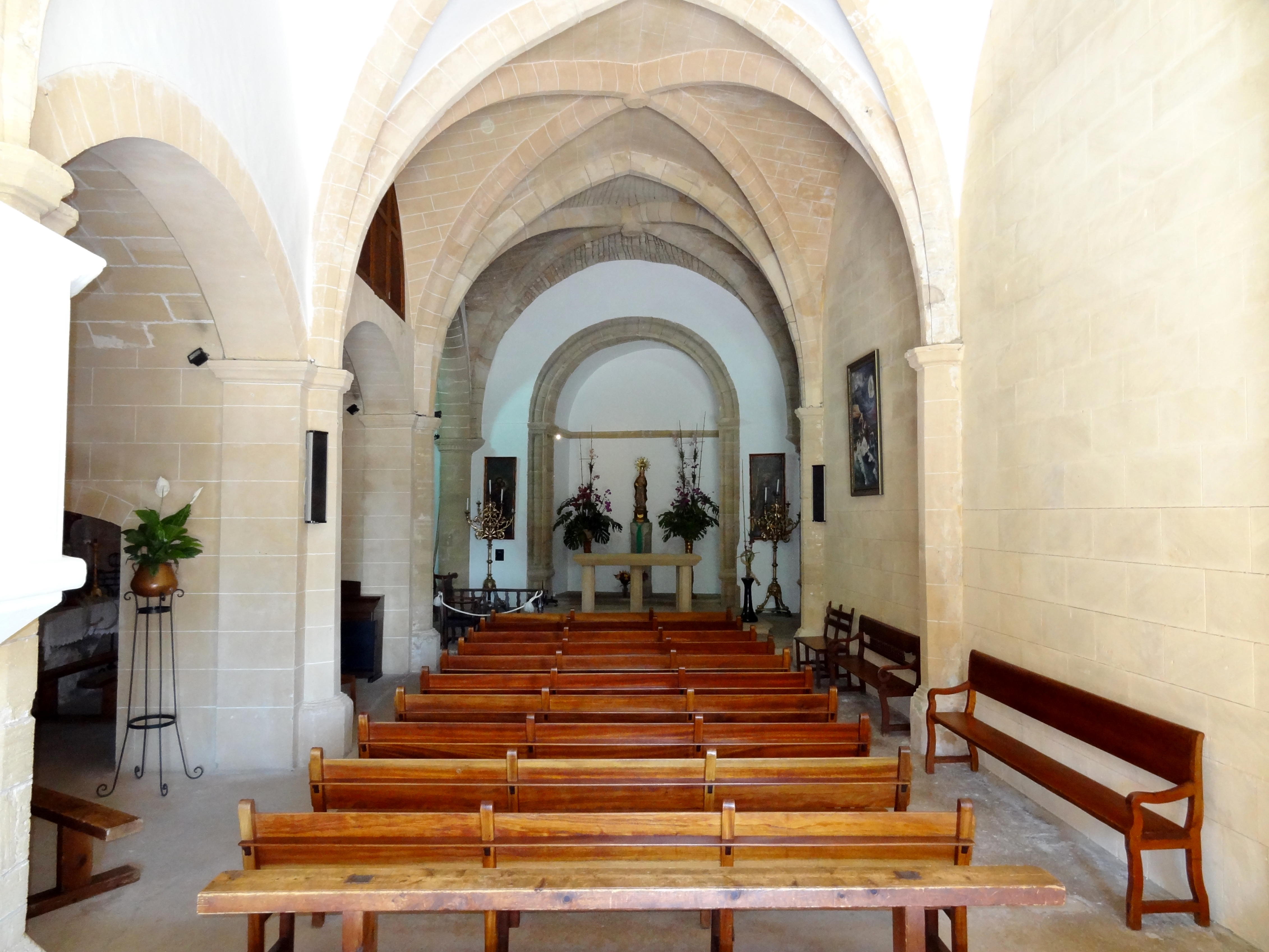
Hauptschiff der Kirche

Die erste Kirche des Castell de Capdepera war wesentlich kleiner als die heutige und hatte wahrscheinlich ein Ziegeldach auf einer Holzgebälkkonstruktion. Der original erhaltene Altar besitzt eine aus Orangenholz geschnitzte Christusfigur in gotischem Stil, die auf das Ende des 14., Anfang des 15. Jahrhunderts datiert wird. Die Bemalung der Figur ist bis in die Gegenwart verblasst. Einige Teile, wie die Dornenkrone und das Kreuz, fehlen heute. Die Altarfigur der ersten Kirche hängt in einer jetzigen Seitenkapelle, die dem Altarraum des ursprünglichen Bauwerks entspricht. Die Kirche wurde Ende des 16. Jahrhunderts nach Nordosten erweitert und dabei dem Hauptschiff diese Ausrichtung gegeben, so dass sich der Altar nunmehr im Nordosten befand. Das Gebäude erhielt das Aussehen einer fensterlosen Wehrkirche. Diesem äußeren Erscheinungsbild entsprachen auch die Anbauten der Seitenkapellen Anfang des 18. Jahrhunderts. Im Innenraum entstand 1703 eine Barockkapelle, die der Jungfrau vom Rosenkranz gewidmet war. Erst nach einer Unterbrechung der kirchlichen Nutzung des Gebäudes von 1840 bis 1871 wurde die vorher Sant Joan geweihte Kirche nun in Església de Nostra Senyora de l’Esperança umbenannt.
Aus den anfänglich 50 Häusern des Wehrdorfes mit etwa 200 Bewohnern wurden bis zum Ende des 16. Jahrhunderts, wie Schriftstücken von 1595 zu entnehmen ist, 150 Häuser. Dies war bedingt durch die häufigen Überfälle osmanischer Korsaren auf die Küstengebiete Mallorcas. Viele Landbewohner suchten nun Zuflucht im ummauerten Castell de Capdepera. Das bis dahin einzige Tor zum Castell, das Portal del Rei en Jaume, wurde Anfang des 16. Jahrhunderts durch ein weiteres im Südosten ergänzt. Beide Zugänge verband eine geradlinige Straße parallel zur Südwestmauer vor den an sie angebauten Häusern. Weitere Straßen waren in gleicher Ost-West-Orientierung stufenweise den Berg hinauf bis zum Torre d’en Miquel Nunis angeordnet. Ab dem 17. Jahrhundert siedelten sich mehr und mehr Einwohner Capdeperas am Fuße des Castells an. Mit dem Übergang der Krone Spaniens an die Bourbonen Anfang des 18. Jahrhunderts und einer damit verbundenen Verwaltungsreform ging die Verteidigung des Castell de Capdepera von der Bevölkerung auf eine kleine militärische Einheit berittener Soldaten über. Den Oberbefehl erhielt ein Statthalter, der im neu errichteten Haus des Gouverneurs residierte. Innerhalb des Castells wohnten nun immer weniger Zivilisten, so dass bis 1789 nur noch 25 Häuser bewohnt waren, während außerhalb der Befestigung 208 Häuser standen.

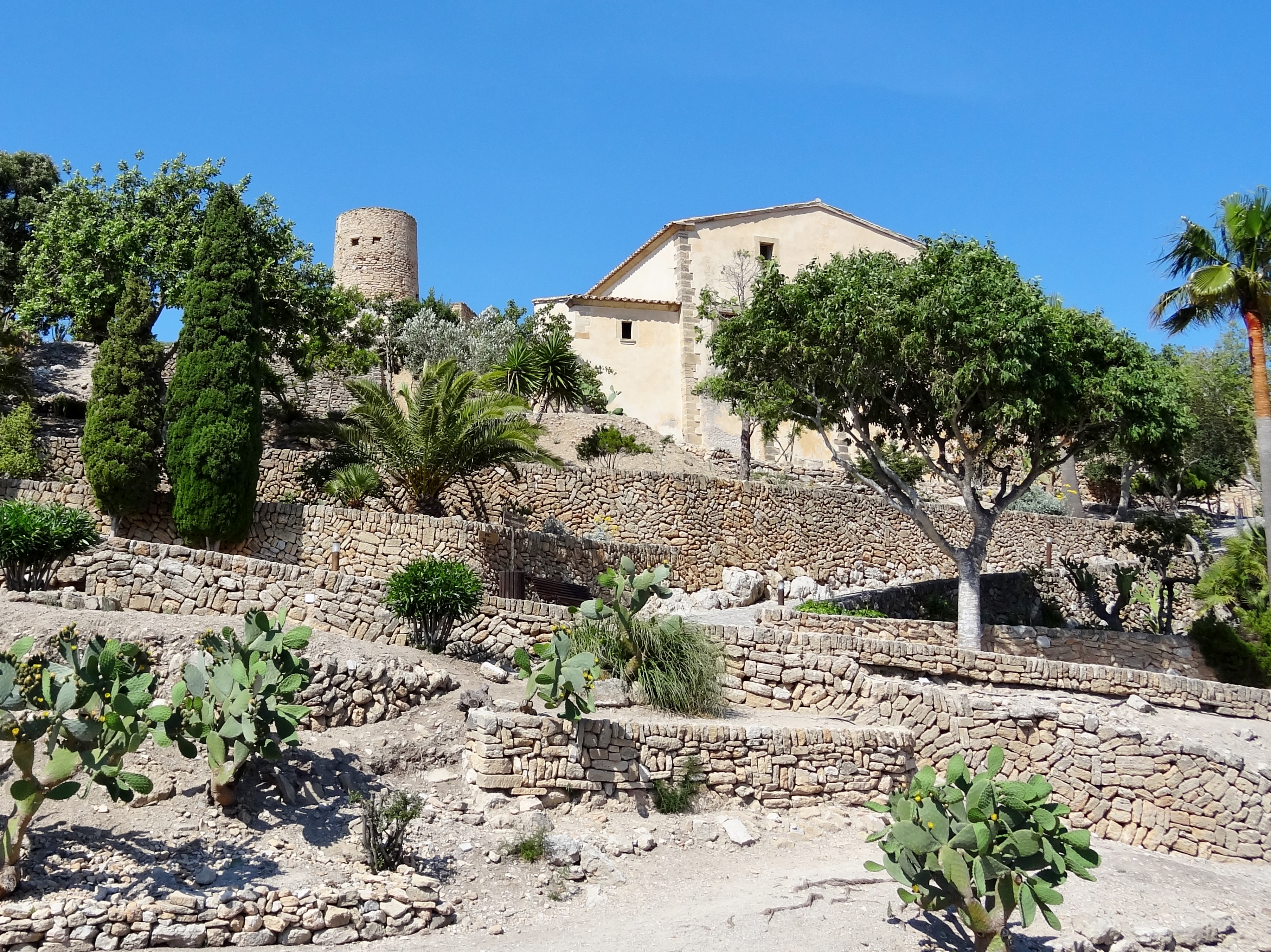
Innenraum des Castells

Die Abwanderung der Bewohner des Castells setzte sich auch im 19. Jahrhundert fort, so waren 1820 noch 12 Häuser von Zivilisten bewohnt, 1865 nur noch 4 Häuser. Das lag unter anderem an den schwierigen Beziehungen zwischen ziviler und militärischer Verwaltung. So wollte ein Gutsbesitzer Anfang des 19. Jahrhunderts eine Mühle im Torre d’en Miquel Nunis errichten und hatte bereits die Hälfte des alten viereckigen Turmes abgetragen sowie angefangen, den runden Mühlenkörper aufzubauen, als ihm der Militärgouverneur die Einstellung der Arbeiten befahl. Im Jahr 1854 verließ das Militär das Castell de Capdepera, das 1862 versteigert wurde. Bis auf die mit Zustimmung der Eigentümer erneute Nutzung der Kirche ab 1871 und den Zuzug einiger Einwanderer in die Turmbauten und einzelne Räume der Ringmauer blieb das Castell verlassen. Feigenkakteen breiteten sich wild aus und kleinteilige Flächen wurden durch Vertreter der Eigentümer (els donats) landwirtschaftlich genutzt. Auch Bäume pflanzte man an, wie Johannisbrotbäume, Feigen und Eichen. Gleichzeitig begann die Restauration und der Wiederaufbau zusammengestürzter Mauerteile. Dabei erhielt die Ringmauer Ende des 19. Jahrhunderts historisierende Mauerzinnen und Schießscharten.

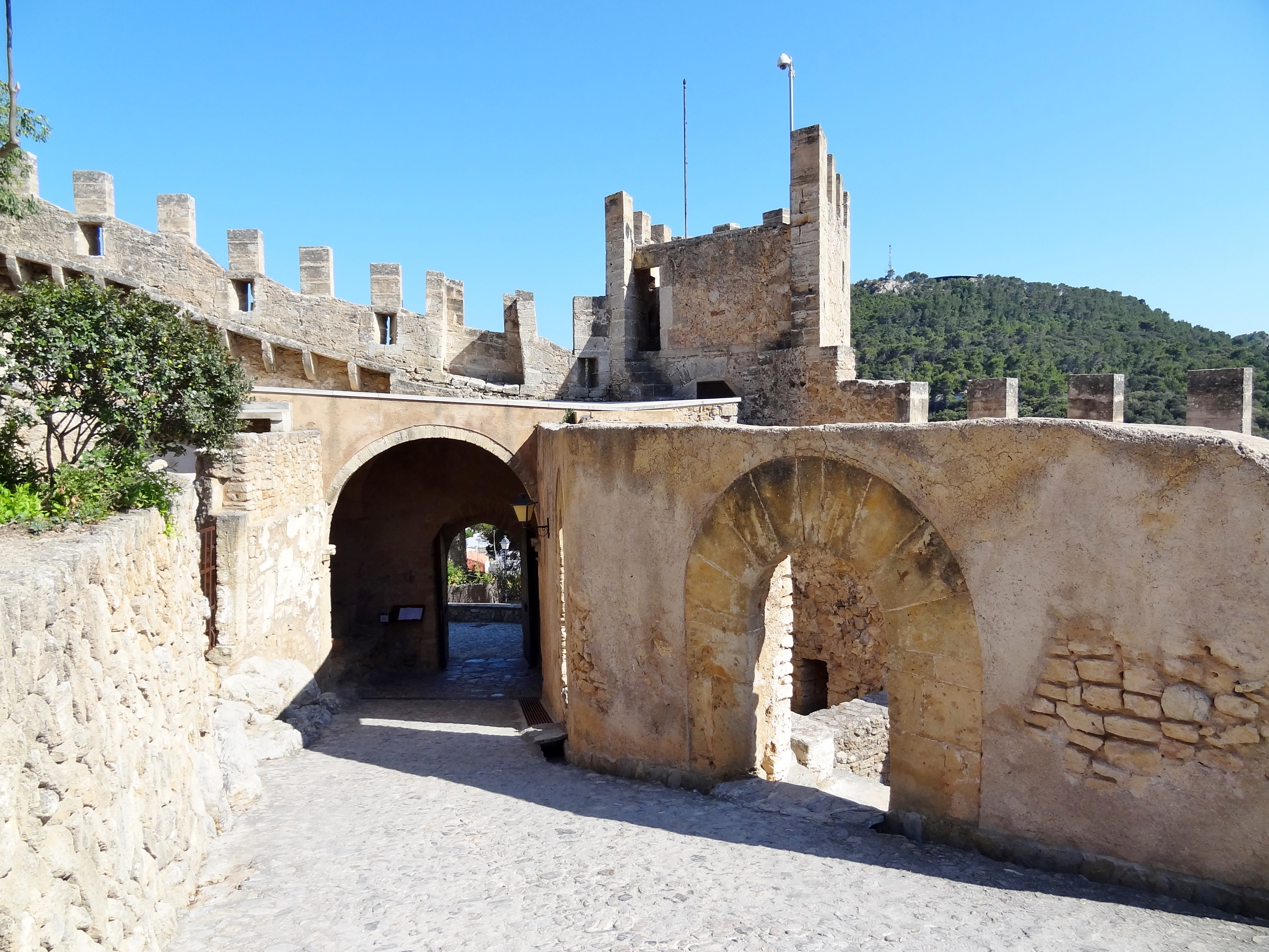
Heutiger Eingangsbereich (Portalet)

Bei der mehrmaligen Instandsetzung der Kirche Ende des 19., Anfang des 20. Jahrhunderts bekam diese einen Bodenbelag aus Steinplatten. Das Presbyterium wurde umgestaltet und ein neues Pfarrhaus erbaut. Zur Erleichterung der Prozessionen legte man um 1910 einen breiten, weniger kurvenreichen Weg entlang der Nordwestmauer zur Kirche hinauf an. Erwähnenswert hinsichtlich der Kirche ist, dass die Statue der Verge de l’Esperança in ihrer heutigen Form erst 1966 entstand. Vorher waren nur der Kopf und die Hände erhalten. Ein Madrider Bildhauer vervollständigte die Statue in gotischem Stil. Außer der Kirche wurde das Castell ab 1920 nur noch wenig genutzt. Zur besseren Erreichbarkeit entstand ab 1954 eine Treppe vom Ort Capdepera, der ehemaligen Vorstadt, zum Portalet, dem heutigen Haupteingang. Im Jahr 1979 konstituierte sich die erste demokratische Gemeindeverwaltung von Capdepera nach Ende des Franquismus. Am 9. Mai 1983 unterzeichneten die Eigentümer des Castells und die Vertreter der Gemeinde eine Schenkungsurkunde, nach der das Castell de Capdepera in das Eigentum der Bürger Capdeperas überging. Es wurde ein kommunales Burgpatronat gegründet, das sich der Konservierung, Instandsetzung und Restaurierung des Denkmals widmet.

## Sonstiges

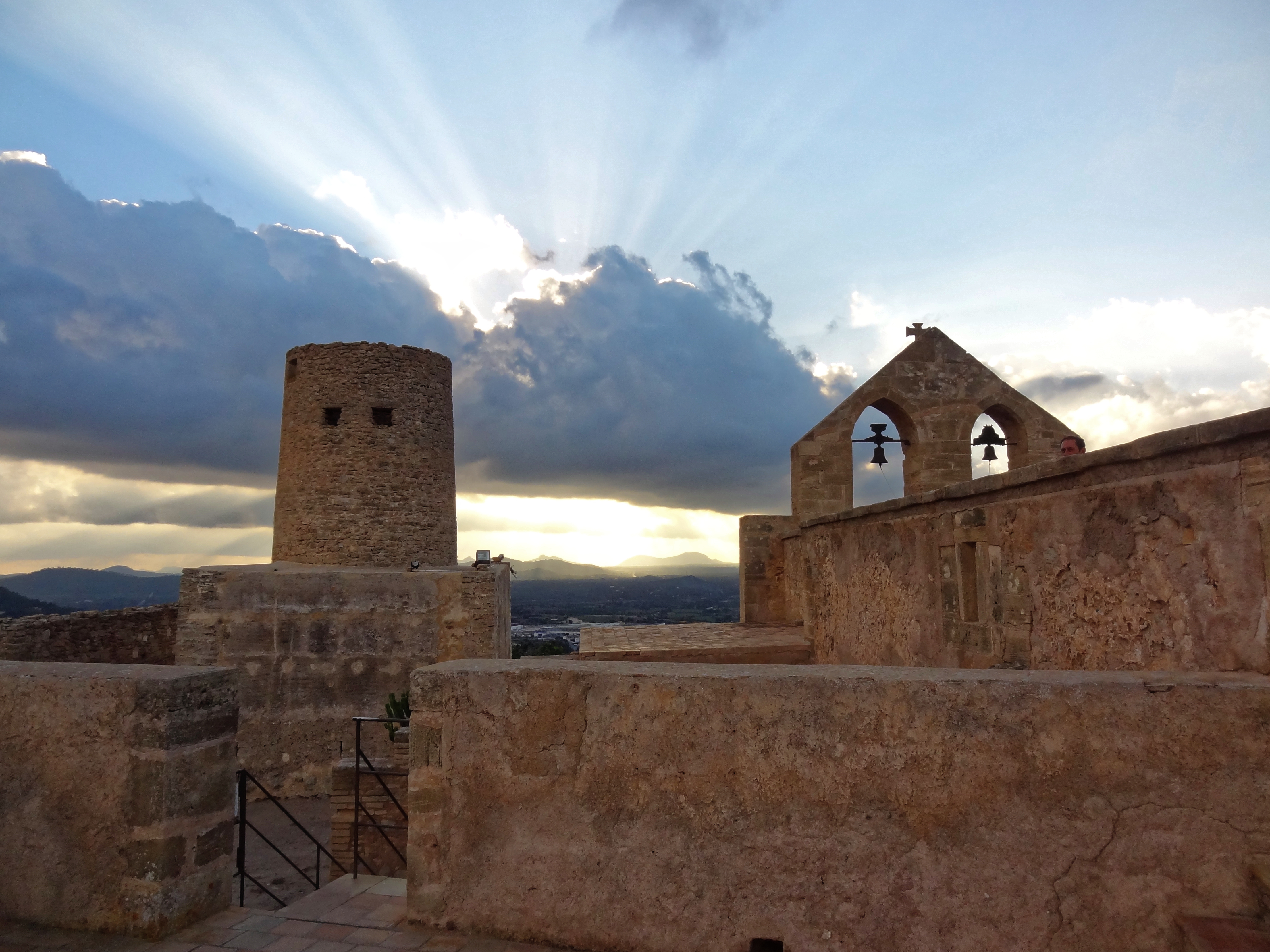
Blick nach Südwesten

Das Castell de Capdepera ist gegen ein geringes Entgelt zu besichtigen (2021: 3 Euro). Die Öffnungszeiten sind täglich von 10:00 bis 17:00 Uhr, im Sommer länger. Vom 1. Januar bis 5. Februar sowie am 6. und 8. Dezember und an Weihnachten ist das Innere für Besichtigungen geschlossen. An jedem dritten Wochenende des Monats Mai findet innerhalb des Castells ein Mittelaltermarkt statt, weshalb der vorherige Donnerstag geschlossen ist. Am 18. Dezember um 11:00 Uhr findet in der Kirche ein Gottesdienst zu Ehren der Jungfrau Esperança statt, da sie einen bevorstehenden Angriff türkischer Piraten abgewehrt haben soll, indem sie dichten Nebel schickte. Der Eintritt ist dann frei.
Am 30. Mai 2013 stürzte eine 74-jährige Deutsche vom steinernen Rundweg an der Burgmauer vier Meter in die Tiefe und zog sich tödliche Kopfverletzungen zu. Sie verstarb am Tag des Sturzes im Krankenhaus von Manacor. Der Rundweg war aus Denkmalschutzgründen nicht durch ein Geländer gesichert. Ende 2013 wurde entlang des Rundwegs ein Metallgeländer angebracht.